# Sawa (Sowietow)
Sawa, imię świeckie Jerzy Jewgieniewicz Sowietow, ros. Георгий Евгеньевич Советов – Gieorgij Jewgienjewicz Sowietow, (ur. 25 marca?/6 kwietnia 1898 w Petersburgu, zm. 21 maja 1951 w Londynie) – biskup Polskiego Autokefalicznego Kościoła Prawosławnego, pełniący obowiązki wojskowego biskupa prawosławnego Polskich Sił Zbrojnych na Zachodzie, generał brygady na czas wojny Wojska Polskiego.

## Życiorys
Po ukończeniu nauki w gimnazjum wstąpił do Korpusu Paziów. Po rewolucji październikowej ochotniczo dołączył do wojsk Białych. Jako kapitan sztabowy walczył pod rozkazami gen. Wrangla. W obliczu klęski Białych wyemigrował w 1920 do Belgradu. Tam ukończył studia teologiczne na Uniwersytecie Belgradzkim. W czasie ich trwania, w 1922, wstąpił do monasteru Peković, składając śluby wieczyste i przyjmując imię Sawa. W 1925 został hieromnichem. Jako Rosjanin z pochodzenia otrzymał pozwolenie na wyjazd do Bari, gdzie pracował w etnicznie rosyjskiej parafii prawosławnej. W 1926 zdecydował się na wyjazd do Polski i przejście pod jurysdykcję Polskiego Autokefalicznego Kościoła Prawosławnego. Pełnił funkcję dziekana klasztorów diecezji warszawsko-chełmskiej PAKP. W 1929 otrzymał godność archimandryty.
3 kwietnia 1932 miała miejsce jego chirotonia na biskupa lubelskiego, sufragana diecezji warszawsko-chełmskiej. Jako biskup lubelski Sawa popierał działania na rzecz polonizacji Kościoła prawosławnego w Polsce i wspierania ruchu prawosławnych Polaków. Przewodniczył komisji, która przetłumaczyła na język polski ryt panichidy oraz Świętą Liturgię św. Jana Chryzostoma. W 1936 mianowany dodatkowo locum tenens diecezji grodzieńskiej, której ordynariuszem został w roku następnym. Pracując w Grodnie rozwinął działalność wydawniczą diecezji.
Po agresji ZSRR na Polskę zdołał wyjechać z Grodna na Litwę, korzystając z posiadanego paszportu jugosłowiańskiego. Następnie udał się do Berlina, gdzie spotkał się z arcybiskupem Serafinem (Lade), od którego otrzymał propozycję przejęcia zarządu Kościoła prawosławnego w Generalnej Guberni, której nie przyjął. W latach 1940–1943 złożył wizyty u patriarchów Konstantynopola, Serbii i Antiochii, chcąc zdobyć u nich poparcie dla Polskiego Autokefalicznego Kościoła Prawosławnego i zachowania przezeń przedwojennego terytorium kanonicznego. Ukończył również w Waszyngtonie studia teologiczne w zakresie teologii anglikańskiej.
W 1943 udał się do Londynu, gdzie 29 listopada został mianowany pełniącym obowiązki wojskowego biskupa prawosławnego w stopniu generała brygady na czas wojny. Był zwierzchnikiem prawosławnego duchowieństwa Polskich Sił Zbrojnych na Zachodzie. Była to pierwsza w historii Wojska Polskiego nominacja wojskowego biskupa prawosławnego. Z żołnierzami II Korpusu przeszedł cały szlak bojowy. Przygotował również polskojęzyczny Modlitewnik dla prawosławnych żołnierzy i był pomysłodawcą pisma „Polski Żołnierz Prawosławny”. Po zakończeniu działań wojennych pozostał w Londynie jako administrator polskojęzycznych parafii prawosławnych. W 1947 podniesiony do godności arcybiskupiej.

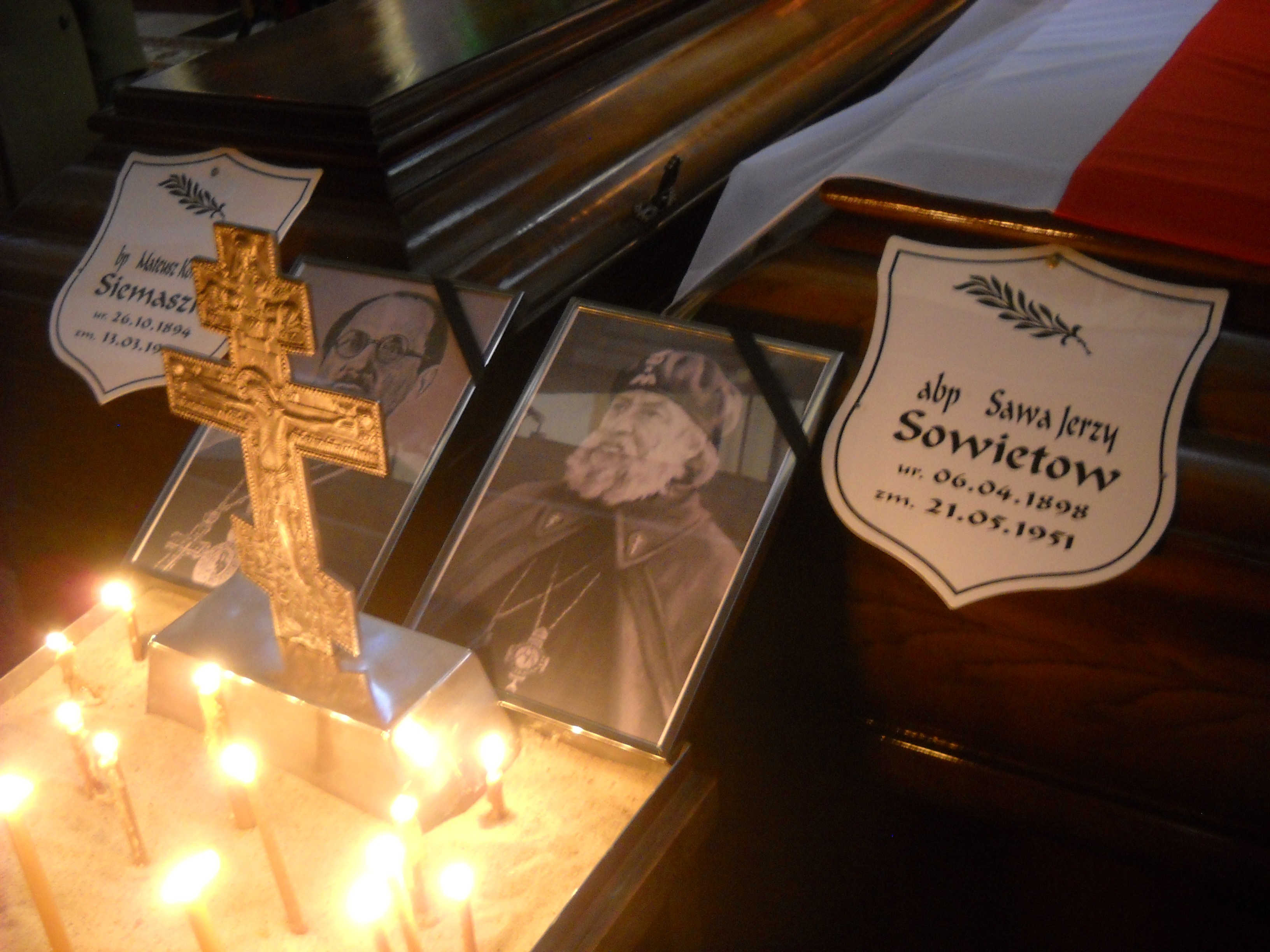
Trumny Sawy (Sowietowa) i Mateusza (Siemaszki) podczas ponownego pogrzebu w Warszawie (31 grudnia 2012)

Za swoją działalność wojenną został w 1944 odznaczony Złotym Krzyżem Zasługi z Mieczami, zaś pośmiertnie – Krzyżem Komandorskim Orderu Odrodzenia Polski. Zmarł w 1951 w Londynie. Został pochowany na Cmentarzu Brompton w Londynie. W 2012 jego szczątki zostały ekshumowane i sprowadzone do Polski. Uroczysty pogrzeb odbył się 31 grudnia 2012 na cmentarzu prawosławnym w Warszawie.